# Olympische Jugend-Sommerspiele 2014/Teilnehmer (Katar)
| Gelbes Symbol für Goldmedaillen mit stilisierten Olympischen Ringen | Graues Symbol für Silbermedaillen mit stilisierten Olympischen Ringen | Braundes Symbol für Bronzemedaillen mit stilisierten Olympischen Ringen |
| ------------------------------------------------------------------- | --------------------------------------------------------------------- | ----------------------------------------------------------------------- |
| —                                                                   | —                                                                     | —                                                                       |

Die Jugend-Olympiamannschaft aus Katar für die II. Olympischen Jugend-Sommerspiele vom 16. bis 28. August 2014 in Nanjing (Volksrepublik China) bestand aus 21 Athleten.

## Athleten nach Sportarten

### Handball
Jungen
- 4. Platz
- Omar Abdelfattah
- Mohamed Abdelraouf
- Noomen Ahmadi
- Nour Ahmed
- Irhad Al-Ihodzic
- Adson Bajric
- Salem Braham
- Faruk Čolo
- Jovo Damjanovic
- Amor Dhiab
- Amine Guehis
- Moustafa Heiba
- Abdulaziz Helali
- Bilal Lepenica

### Leichtathletik
Jungen
- Idriss Moussa Yousef
800 m: disqualifiziert (Vorlauf)
8 × 100 m Mixed: 26. Platz

### Reiten
- Hamad Naser Al-Qadi
Springen Einzel: 10. Platz
Springen Mannschaft: 6. Platz (im Team Asien)

### Schießen
Jungen
- Abdullah Zain Al-Sunaidi
Luftgewehr 10 m: 12. Platz
Mixed: 17. Platz (mit Rebecca Köck  Österreich)

### Schwimmen
Jungen
- Walid Rafiq Daloul
50 m Brust: 35. Platz
100 m Brust: 34. Platz

### Tischtennis
Jungen
- Abdulrahman Al-Naggar
Einzel: 25. Platz
Mixed: 25. Platz (mit Regina Kim  Usbekistan)

### Trampolinturnen
Mädchen
- Nadeen Wehdan
Einzel: 9. Platz

### Turnen
Mädchen
- Rahma Al-Dulaimi
Einzelmehrkampf: 23. Platz